# Xysticus macedonicus
Xysticus macedonicus är en spindelart som beskrevs av Silhavy 1944. Xysticus macedonicus ingår i släktet Xysticus och familjen krabbspindlar. Inga underarter finns listade i Catalogue of Life.